# Гриньох, Иван Михайлович
Иван Михайлович Гриньох (укр. Іван Михайлович Гриньох ; 28 декабря 1907, с. Павлов, Королевство Галиции и Лодомерии — 14 сентября 1994, Мюнхен) — украинский богослов, общественный, политический и религиозный деятель, священник УГКЦ, капеллан, публицист.
Активный деятель украинского националистического движения, известный под псевдонимами Всеволод, Герасимивский, профессор Пристер, Данылив, И. М. Настасин, И. В. Диброва, И. М. Коваленко. Действительный член НТШ.

## Биография
Родился в с. Павлов близ Львова. В 1909 году его родители эмигрировали в Соединенные Штаты и поселились в Филадельфии. В 1911 году семья вернулась в родное село на Западную Украину.
Среднее образование получил во Львовской академической гимназии. В 1926—1930 годах изучал богословие во Львовской богословской академии. Затем продолжил учёбу в Инсбруке, где защитил докторскую диссертацию «De ultima Metropoliae Halicensis restauratione 1806—1809» (на латинском языке). В 1932—1933 гг. обучался на философском факультете в Инсбруке, изучая христианскую философию, психологию и социологию. Продолжил в 1933—1934 гг. в Мюнхене, одновременно работая в Институте психологии, и Париже.
В сентябре 1932 года был рукоположен митрополитом Андреем (Шептицким). Преподавал философию и теологию в Богословской академии Львова. Был приходским священником в Галиче. В 1935—1939 годах — капеллан львовских студентов, в 1939—1940 гг. — священник Собора Святого Юра во Львове.
С юности — активный деятель украинского национального движения. В 1938 году был арестован польскими властями и заключён в концлагерь в Берёзе-Картузской. Вышел на свободу после поражения Польской Республики в сентябре 1939 года.
После присоединение Западной Украины к СССР И. Гриньох бежал в Краков, где занимался священнической деятельностью и активной украинской политикой.
В июне 1941 года — член Украинского национального комитета в Кракове.
После начала Второй мировой войны стал капелланом специального подразделения (батальона) Дружины украинских националистов «Нахтигаль», сформированного преимущественно из членов и сторонников ОУН(б) и обученных органами военной разведки и контрразведки нацистской Германии, абвером, для действий на территории Украинской ССР в составе диверсионного подразделения «Бранденбург 800» (нем.  Lehrregiment „Brandenburg“ z.b.V. 800) в ходе операции «Барбаросса». За службу в батальоне «Нахтигаль» получил немецкий Железный крест.
Во время оглашения Акта провозглашения Украинского государства во Львове 30 июня 1941 г. присутствовал, как представитель батальона «Нахтигаль».
В 1942—1944 гг. сотрудничал с подпольным журналом ОУН(б) «Идея и чин» (Ідея і Чин). С 1942 года — член Центральной Рады (Совета) ОУН. В 1943—1944 годах участвовал в переговорах между представителями польской Армии Крайовой и УПА во Львове.
Член бандеровского провода в 1942—1943 гг. Участник 3-й Большой конференции ОУН, которая проходила на Украине в 1943 году, был одним из инициаторов создания Украинского главного освободительного совета (укр. УГВР). В июле 1944 года был избран его вице-президентом.
На этом посту выполнял дипломатические миссии на переговорах с румынскими и венгерскими правительствами.
С марта по июнь 1944 года от имени УПА вёл переговоры с немцами о сотрудничестве в борьбе против СССР. В ходе переговоров Гриньох потребовал встречи с лидером украинских националистов Степаном Бандерой, находившемся тогда в концентрационном лагере Заксенхаузен. После начала советского наступления (июнь-июль 1944 года) немцы отвезли Гриньоха в Берлин и дали ему возможность встретиться с Бандерой.
Был отправлен на Запад, через Прагу в Германию для установления контактов УПА с командованием войск союзников. Поселился в Мюнхене. В 1950—1980 годах — глава Зарубежного представительства УГВР. Одновременно возглавлял Общество иностранных исследований, основал газету «Сучасна Україна» («Современная Украина»), «Українська література», журнал «Сучасність»" (Современность).
В 1960 году был допрошен прокурором Западной Германии в качестве свидетеля по делу против Т. Оберлендера, и засвидетельствовал, что не видел никаких антисемитских выступлений в Львове во время погрома 1941 года.
Профессор Украинского свободного университета в Мюнхене, Украинского католического университета в Риме (с 1963). Ближайший советник митрополита Иосифа (Слипого). В 1982 году митрополит Иосиф (Слипый) наделил его саном «патриаршего архимандрита». Активный сторонник придания патриаршего статуса Предстоятелю УГКЦ (в 1975 г. выступил за статус Патриарха Киево-Галицкого и всей Руси-Украины Иосифу).
После распада СССР несколько раз приезжал на Украину, в частности, посетил свой родной край, поклонился гробам родителей, почтил память Собора святого Юра во Львове и митрополичьих палат. Был в престольном граде в Киеве, также участвовал в переносе бренных останков Патриарха Иосифа в склеп Кафедры святого Юра во Львове.
Умер 14 сентября 1994 года вблизи Мюнхена. Похоронен на кладбище в Олифанти, штат Пенсильвания (США), в общей семейной могиле.